# Средорек (Сливенська область)
Средоре́к (болг. Средорек) — село в Сливенській області Болгарії. Входить до складу общини Сливен.

## Населення
За даними перепису населення 2011 року у селі проживали 147 осіб, з них 142 особи (98,6 %) — турки.
Розподіл населення за віком у 2011 році:
Динаміка населення: